# کارپیانو
کارپیانو (به ایتالیایی: Carpiano) یک کومونه در ایتالیا است که در Mano واقع شده‌است.

## خصوصیات
کارپیانو ۱۷٫۲ کیلومترمربع مساحت و ۲٬۵۰۲ نفر جمعیت دارد و ۹۱ متر بالاتر از سطح دریا واقع شده‌است.